# 52赫茲鯨魚

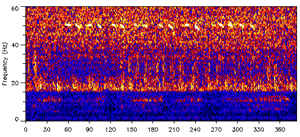
52赫茲鯨魚叫聲的頻譜

52赫茲鯨魚（英語：52-hertz whale），是一條在太平洋出沒，發出不尋常52赫茲的聲音的鯨魚。由於牠叫聲的頻率比起任何已知的鯨魚物種都要高很多（藍鯨的頻率為10-39赫茲；長鬚鯨為20赫茲），因此新聞媒體認為牠的叫聲一直無法被其他鯨魚接收得到，所以亦稱牠為「世界上最孤獨的鯨魚」（The world's loneliest whale）。

## 歷史

52赫茲鯨魚的大致遷徙範圍

52赫茲鯨魚最早由伍茲霍爾海洋研究所發現，其叫聲於1989年首次被偵測，隨後在1990年和1991年再次被偵測。1992年，美國海軍在冷戰結束後，解密其聲波監聽系統SOSUS反潛艇監聽陣列的部分錄音和技術規格，並將SOSUS交由海洋研究使用。其真正的物種身分仍不得而知，雖然其叫聲帶有藍鯨及長鬚鯨的經典特徵，但仍無法排除混種的可能性；但西雅圖華盛頓大學的學者Kate Stafford認為其出沒季節及移動路徑與藍鯨完全相同，因而認為是一隻藍鯨。而無論其種類如何，這隻鯨魚被認為極可能是雄性，因為會發出聲音的鯨魚多為雄性。

## 流行文化

### 音樂
- 2013年，台灣創作女歌手陳綺貞、與音樂製作人鐘成虎、陳建騏組成的音樂實驗團體 The Verse 發佈以法式電子風格為主的專輯《52赫茲》及同名歌曲。
- 2015年，防彈少年團成員共同參與該團所發行的第四張迷你專輯화양연화 pt.2中《Whalien 52》一曲的製作；《Whalien 52》一曲代表著近似於52赫茲鯨魚的寂寞及疏離感，此曲被命名為「Whalien 52」，Whalien一詞由whale（鯨魚）加上alien（怪異、截然不同）組成）。
- 2016年，台灣獨立樂團輕晨電發佈孤獨三部曲之貳《52Hz的鯨魚》。
- 2019年，日本樂團長靴をはいた猫（日语：長靴をはいた猫）於第一張迷你專輯慟哭する夜の底で裡收錄了《52Hzの鯨》。
- 2020年《化身孤岛的鲸》是周深演唱的流行歌曲，上海劲焱文化传媒有限公司发行，由徐浩谱曲，沃特艾文儿填词，唐汉霄编曲，于歌曲巧妙地將悠遠寂寥的鯨鳴編入曲中。當周深的歌聲與鯨鳴融為一體時，極盡空靈與美好，訴盡心中所想，講述著一個在孤獨與愛中成長的故事。在不同的編曲下，聽眾感受到了那只52赫茲頻率的、孤獨的灰鯨，它藏於深海，正獨自深情地告白。
- 2020年，香港歌手鄭秀文發布的新歌《如何忍眼淚》，音樂錄像帶的取材靈感正為世界最孤獨的鯨魚，並於片尾呼應科學家發現52赫茲鯨魚其實並不孤單的發現。
- 2020年，越南裔美國VtuberBaoTheWhale發布單曲《52 Hearts[7]》（中譯：52赫茲之心），並以52赫茲鯨魚的形象出道。
- 2021年，Vtuber Bao （页面存档备份，存于）首次正式以Vtuber身份進行直播後幾天發布於Youtube的歌曲52-hearts （页面存档备份，存于），歌名即是取自於此。
- 2023年，香港樂隊KOLOR發布新歌《52赫茲》，由林夕填詞。
- 2024年，台灣偶像團體FEniX發行第二張迷你專輯《赫茲》，以52赫茲鯨魚為主題，講述每個人都在尋找和自己頻率相同的人[8][9]。

### 電影
- 2017年，魏德聖執導電影《52 Hz I Love You》。

## 第二頭「52赫茲」
2010 年，加州沿海岸線的感測器找到了和瓦特金斯的紀錄相同模式的鯨魚鳴唱。這段錄音是被一位實習生所發現，感測器的位置離生物聲學家約翰·希爾德布蘭（John Hildebrand）的辦公室不到10公里。這份紀錄顯示，如今已不只有一隻鯨魚正唱著不尋常的高頻歌曲。
由於兩具相距頗遠的感測器同時接受到這樣的訊號，顯示來源可能不是來自單一個體，而是多個。以此推論換言之，希爾德布蘭博士等人找到了一群發著相同特殊頻率的鯨魚。「52赫茲」可能是這群鯨魚的一份子，只是獨自遊蕩、離開鯨群。如果此推論屬實，那將會是個好結局：「52赫茲」其實一點也不孤單。

## 爭議
實際上藍鯨等鬚鯨可聽到的聲音頻率介於7赫茲至35千赫茲間，而藍鯨發聲範圍極限值介於12.5赫茲至200赫茲，而長鬚鯨則介於14赫茲至150赫茲之間。康乃爾大學著名的鯨魚溝通研究學者Christopher Clark曾在2015年時表示「包含藍鯨、長鬚鯨和座頭鯨在內的所有鯨魚都能聽到這個傢伙的聲音」；而台灣114學年度學測國文寫作第2題內容引用了相關文藝創作作為題目，台灣大學獸醫系教授楊瑋誠團隊所經營的粉絲專頁發文表示，開頭幾句的內容未指明是取自文藝創作，導致考生可能將「其他鯨魚聽不到52Hz」這類文學創作內容視作科學事實，影響科學素養。

## 外部連結
- 2010年在加州海岸錄到的52赫茲鯨魚叫聲（页面存档备份，存于）

## 延伸閱讀
- Watkins, W. A., M. A. Daher, G. M. Reppucci, J. E. George, D. L. Martin, N. A. DiMarzio, and D. P. Gannon. 2000. "Seasonality and distribution of whale calls in the North Pacific". Oceanography 13:62–66.
- Watkins, W. A., M. A. Daher, J. E. George, and D. Rodriguez. 2004. "Twelve years of tracking 52-Hz whale calls from a unique source in the North Pacific（页面存档备份，存于）". Deep Sea Research Part I: Oceanographic Research Papers 51:1889–1901.